# Fusichalara minuta
Fusichalara minuta är en svampart som beskrevs av Hol.-Jech. 1976. Fusichalara minuta ingår i släktet Fusichalara, divisionen sporsäcksvampar och riket svampar.   Inga underarter finns listade i Catalogue of Life.